# طوی
 طوی  (در عربی:  الطُوی )، 
روستایی از توابع شهرستان خصب در شبه‌جزیره و استان مسندم در کشور پادشاهی عمان است. این روستا یکی از زیباترین روستاهای شهرستان خصب است، مخصوصاً در فصل زمستان وموسم باران و بهار، دره عظیمی از وسط روستا می‌گذرد که روستا به دوقسمت تقسیم نموده‌است. در فصل بهار وموسم باران وجریان آب در وادی مناظر جالبی به وجود آورده‌است، بنابراین گردشگران در این مواسم در اطراف این وادی خیمه و خرگاه برپاه می‌کنند و برای استراحت واستجمام به این ناحیه می‌آیند.

## جمعیت
جمعیت آن ۱۰۰ نفر (32 خانوار) است که از اهل سنت و مالکی مذهب هستند. شغل عمدهٔ مردم روستا ماهی‌گیری و کشاورزی و دامداری است. 